# Удалова, Анастасия Владимировна
Анастасия Владимировна Удалова — театральный режиссёр-постановщик, генеральный директор и художественный руководитель Санкт-Петербургского музыкально-драматического театра «Синяя птица».

## Биография
Окончила Музыкальное училище им. Римского-Корсакова, теоретико-композиторский отдел, СПбГК им. Римского-Корсакова, факультет режиссуры музыкального театра с отличием.

## Творческий путь
2004 — 2009 гг. — Художественный руководитель, режиссёр-постановщик в Театре музыкальной сказки, при школе-студии СПбГК им. Римского-Корсакова.
2008 — 2011 гг. — Режиссёр-ассистент, второй режиссер в Фонде поддержки отечественной культуры «Единство» и культурном центре им. С. Михоэлса, Москва.
2009 — 2013 гг. — Режиссёр Театра Музыкальной комедии.
2009 — 2010 гг. — Режиссёр-постановщик в государственном Оперном театре им. Н. Сац, Москва.
2010 — 2011 гг. — Преподаватель актерского мастерства, курс А. А. Белинского. СПбГК им. Римского-Корсакова, кафедра режиссуры музыкального театра.
2009 — 2013 гг. — Художественный руководитель, главный режиссер театра-студии при театре Музыкальной комедии.
2009 — 2012 гг. Режиссер-постановщик,
приглашенный режиссер Театра оперы и балета им. Байсеитовой, Астана, Казахстан.
2015 г. — Режиссер-постановщик Мариинского театра, зал Прокофьева, проект в рамках фестиваля.
С 2013 — по настоящее время — Приглашенный режиссер-постановщик театра Музыкальной комедии.
С 2014 — по настоящее время — Генеральный директор, художественный руководитель, главный режиссёр в АНО Объединение начинающих и профессиональных деятелей искусства «Санкт-Петербургский музыкально-драматический театр Синяя птица».
С 2014 — по настоящее время — приглашенный режиссер в Государственном Федеральном Театре оперы и балета им. М. Джалиля, Казань.
С 2016 — по настоящее время — Режиссер-постановщик Театра оперы и балета им. М. Джалиля, Казань.
С 2014 — по настоящее время — Приглашенный Режиссер-постановщик театра «Мюзик-Холл».

## Режиссёрские работы
— Мюзикл «Остров Сокровищ», Большая сцена театра «Мюзик-Холл», 2022 год.
— Оперетта «Летучая Мышь», И. Штраус. Театр оперы и балета им. М. Джалиля. Казань.
— Черная комедия в джазовом стиле «Мышьяк и Кружева», Театр Мюзик-Холл, Санкт-Петербург.
— Опера С. Баневича «Стойкий оловянный солдатик», театр Музыкальной комедии, Санкт-Петербург (спектакль — лауреат пяти дипломов премии СТД «Театры Санкт-Петербурга — Детям», спектакль — участник Списка лучших спектаклей сезона 2019—2020 года, Лонг-листа премии «Золотая Маска»).
— Опера «БОГЕМА», Дж. Пуччини. постановка в рамках Шаляпинского фестиваля, со звёздами мировой оперной сцены. Театр оперы и балета им. М. Джалиля. Казань.
— Постановка театрализованного концерта и торжественной части «Молодежной премии Правительства Санкт-Петербурга». Санкт-Петербург, 2019 год, театр Мюзик-Холл.
— Режиссер-постановщик юбилейного вечера социального проекта «Огонек добра», КЗ Колизей, 2022 год.
— Музыкальная сказка «Путешествие Нильса с дикими гусями», В. Шаинский. Театр «Мюзик-Холл», большая сцена.
— Опера «Королевский бутерброд», Г. Портнов. Театр оперы и балета им. Н. Сац, Москва. Спектакль-лауреат Гран-при муз. фестиваля СПб, Гран-при фестиваля «Сны, где сказка живет», Гран-при конкурса С.Лейферкуса, Москва. Показан в Мариинском театре, СПб.
— Мюзикл «Все мыши любят сыр», М. Ткачук. Театр «Мюзик-Холл».
— Мюзикл «Брысь!», Я. Дубравин. Театр Музыкальной комедии. Премия СТД Санкт-Петербурга в рамках 22 фестиваля «Театры Санкт-Петербурга — детям».
— Опера «Как включали ночь», С. Баневич, Юсуповский дворец. Спектакль Лауреат Гран-при международного Фестиваля «Мы поем оперу», Москва, международного фестиваля муз.театров СПб, показан в рамках фестиваля в Мариинском театре, СПб.
— Цикл «Волшебство оперы», С. Баневич, Г. Портнов. Театр «Санкт-Петербургъ Опера».
— Мюзикл «Приключения Маши и Вити», Г. Гладков. Театр «Мюзик-Холл».
— Мюзикл «Синяя птица», А. Петров, О. Петрова. Театр Мюзик-Холл. 2018 год.
— Опера «Севильский цирюльник», Дж. Россини. Премьера в СПбГК им. Римского-Корсакова, малый зал им. Глазунова, малый зал Филармонии, СПб.
— Мюзикл «Кошки», Э. Л. Уэббер. Театр «Мюзик-Холл». Театр-студия Музыкальной комедии. Спектакль-лауреат 1 степени фестиваля муз.театров, СПб.
— Мюзикл «Синяя птица», А. Петров, О. Петрова. Премьера СТД, 2014 год, играется на разных сценах, репертуарный спектакль театра «Синяя птица». Театрализованная концертная версия исполнялась в государственной академической Капелле Санкт-Петербурга.
— Музыкальный спектакль «Буратино», А.Рыбников, Театр-студия при театре Музыкальной комедии, малая сцена.
— «Правительственный концерт ко дню Конституции Казахстана». Казахстан, Астана.
— Концерты ко дню города, правительственные выступления с участием Президента РФ В. В. Путина, Губернатора и вице-губернатора Санкт-Петербурга (неоднократно), в Смольном, БКЗ Октябрьский, на различных стадионах города, в резиденции К-2 и другие.
— «Стойкий оловянный солдатик», С.Баневич, Режиссер-постановщик, студия театра «Синяя птица» на сцене театра «Мюзик-Холл».
— Оперетта «Фестиваль птиц», О.Петрова театр-студия при театре Муз.комедии

## Награды
• «Премия правительства Санкт-Петербурга» — опера-митинг «Крым» («Санкт-Петербургъ
Опера»).
• Премия «Золотая маска» — мюзикл «Чаплин» (театр «Музыкальной комедии»).
• Премия «Золотая маска» — опера «Замок Герцога Синяя Борода» (Мариинский театр).
• Премия «Театры Санкт-Петербурга — детям» за мюзикл «Брысь!» (театр «Музыкальной Комедии», «Стойкий оловянный солдатик», театра Музыкальной комедии, «Остров сокровищ» театра Мюзик-Холл", реж. А. Удалова).
• Санкт-Петербургская театральная премия «Золотой Софит»